# Meilleurs handballeurs de l'année en France
Les meilleurs handballeurs de l'année en France sont désignés chaque saison au cours d'une cérémonie annuelle de remise de récompenses à destination des acteurs du handball professionnel français. Depuis 2012, elle est organisée conjointement par la LNH et la LFH.
Auparavant, les récompenses pour les féminines étaient attribuées lors de la Nuit des Étoiles du handball féminin, lancée en 2008,. Chez les hommes, ces récompenses existent dès la saison 1997-1998, sous les dénominations de Sept d'or du handball puis de Trophées du hand.

## Modalités actuelles des votes
Un collège d’experts présélectionne 3 nommés pour chacune des catégories en compétition. Cette présélection est présentées au vote à trois groupes de votants : le grand public, les joueurs et les entraîneurs. Le vote de chacune des trois catégories compte pour un tiers dans le résultat final.

## Catégories
En plus des catégories représentant chacun des sept postes du handball, d'autres catégories sont apparues au fil des saisons, tel que celui du meilleur joueur, du meilleur entraineur, meilleur défenseur ou encore du meilleur espoir. Enfin, en 2013, une nouvelle catégorie est créée, récompensant les meilleurs arbitres. Les récompenses attribuées pour les hommes et pour les femmes sont :
- meilleur(e) joueur(se) de l’année,
- meilleur(e) entraîneur,
- meilleur(e) gardien(ne) de but,
- meilleur(e) ailier(e) gauche,
- meilleur(e) arrière gauche,
- meilleur(e) demi-centre,
- meilleur(e) pivot,
- meilleur(e) arrière droit(e),
- meilleur(e) ailier(e) droit(e),
- meilleur(e) défenseur(se),
- meilleur(e) espoir.

## Bilans

### Chez les hommes (depuis 2004-2005)
Le bilan du palmarès chez les hommes depuis la saison 2004-2005 est :
| Saison    | Meilleur joueur      | Meilleur ailier droit | Meilleur ailier gauche | Meilleur arrière droit    | Meilleur arrière gauche | Meilleur demi-centre     |
| --------- | -------------------- | --------------------- | ---------------------- | ------------------------- | ----------------------- | ------------------------ |
| 2022-2023 | Luc Steins (3)       | Yanis Lenne           | Nemanja Ilić           | Dainis Krištopāns         | Elohim Prandi (2)       | Luc Steins (3)           |
| 2021-2022 | Luc Steins (2)       | Mohammad Sanad        | Matthieu Ong           | Kristján Örn Kristjánsson | Robin Molinié           | Luc Steins (2)           |
| 2020-2021 | Luc Steins           | Dragan Gajić          | Hugo Descat            | Valentin Porte            | Mikkel Hansen (5)       | Luc Steins               |
| 2019-2020 | Sander Sagosen       | Mohammad Sanad        | Hugo Descat            | Nedim Remili (2)          | Elohim Prandi           | Sander Sagosen (2)       |
| 2018-2019 | Melvyn Richardson    | Fahrudin Melić        | Uwe Gensheimer (2)     | Melvyn Richardson         | Mikkel Hansen (4)       | Sander Sagosen           |
| 2017-2018 | Nikola Karabatic (4) | David Balaguer (2)    | Michaël Guigou (11)    | Eduardo Gurbindo          | Jonas Truchanovičius    | Nikola Karabatic (4)     |
| 2016-2017 | Nikola Karabatic (3) | David Balaguer        | Uwe Gensheimer         | Jure Dolenec              | Mikkel Hansen (3)       | Nikola Karabatic (3)     |
| 2015-2016 | Mikkel Hansen (2)    | Luc Abalo (3)         | Valero Rivera (3)      | Nedim Remili              | Mikkel Hansen (2)       | Nikola Karabatic (2)     |
| 2014-2015 | Mikkel Hansen        | Dragan Gajić (3)      | Michaël Guigou (10)    | Adrien Dipanda            | Mikkel Hansen           | Diego Simonet (2)        |
| 2013-2014 | Jérôme Fernandez     | Dragan Gajić (2)      | Michaël Guigou (9)     | Jorge Maqueda             | Jérôme Fernandez (2)    | Diego Simonet            |
| 2012-2013 | Nikola Karabatic (2) | Luc Abalo (2)         | Valero Rivera (2)      | Marko Kopljar             | William Accambray (3)   | Edin Bašić (3)           |
| 2011-2012 | Valero Rivera        | Dragan Gajić          | Valero Rivera          | Xavier Barachet (2)       | Jérôme Fernandez        | Edin Bašić (2)           |
| 2010-2011 | William Accambray    | Maxime Derbier        | Michaël Guigou (8)     | Xavier Barachet           | William Accambray (2)   | Edin Bašić               |
| 2009-2010 | Nikola Karabatic     | Olivier Marroux       | Michaël Guigou (7)     | Vid Kavtičnik             | William Accambray       | Nikola Karabatic         |
| 2008-2009 | Daniel Narcisse      | Mohamadi Loutoufi     | Michaël Guigou (6)     | Sébastien Bosquet (3)     | Daniel Narcisse (2)     | Rastko Stefanovič (2)    |
| 2007-2008 | Mladen Bojinović     | Cédric Paty           | Samuel Honrubia        | Luc Abalo (3)             | Daniel Narcisse         | Mladen Bojinović         |
| 2006-2007 | Luc Abalo            | Luc Abalo             | Michaël Guigou (5)     | Sébastien Bosquet (2)     | Bertrand Roiné          | Ragnar Þór Óskarsson (3) |
| 2005-2006 | Heykel Megannem      | Grégory Anquetil (9)  | Michaël Guigou (4)     | Luc Abalo (2)             | Wissem Hmam             | Heykel Megannem (2)      |
| 2004-2005 | non attribué         | Grégory Anquetil (8)  | Michaël Guigou (3)     | Luc Abalo                 | Nikola Karabatic (2)    | Heykel Megannem          |

| Saison    | Meilleur gardien de but | Meilleur pivot      | Meilleur défenseur   | Meilleur espoir         | Meilleur entraîneur    |
| --------- | ----------------------- | ------------------- | -------------------- | ----------------------- | ---------------------- |
| 2022-2023 | Charles Bolzinger       | Kamil Syprzak (2)   | Karl Konan (4)       | Charles Bolzinger       | Danijel Anđelković (2) |
| 2021-2022 | Nikola Portner          | Kamil Syprzak       | Karl Konan (3)       | Ian Tarrafeta           | Danijel Anđelković     |
| 2020-2021 | Emil Nielsen            | Dragan Pechmalbec   | Karl Konan (2)       | Théo Monar              | Alberto Entrerríos     |
| 2019-2020 | Rodrigo Corrales        | Nicolas Tournat (3) | Viran Morros         | Emil Nielsen            | Raúl González          |
| 2018-2019 | Yann Genty (2)          | Nicolas Tournat (2) | Karl Konan           | Kyllian Villeminot      | Érick Mathé            |
| 2017-2018 | Vincent Gérard (5)      | Nicolas Tournat     | Rock Feliho (4)      | Samir Bellahcene        | Patrice Canayer (8)    |
| 2016-2017 | Vincent Gérard (4)      | Ludovic Fabregas    | Ludovic Fabregas (2) | Melvyn Richardson       | Thierry Anti (2)       |
| 2015-2016 | Kévin Bonnefoi          | Mathieu Lanfranchi  | Ludovic Fabregas     | Nedim Remili            | Joël da Silva          |
| 2014-2015 | Yann Genty              | Issam Tej (6)       | Luka Karabatic       | Théo Derot              | Patrice Canayer (7)    |
| 2013-2014 | Vincent Gérard (3)      | Igor Anic           | Rock Feliho (3)      | Gonzalo Pérez de Vargas | Patrick Cazal (2)      |
| 2012-2013 | Vincent Gérard (2)      | Issam Tej (5)       | Rock Feliho (2)      | Timothey N'Guessan      | Patrick Cazal          |
| 2011-2012 | Cyril Dumoulin          | Issam Tej (4)       | Rock Feliho          | Hugo Descat             | Patrice Canayer (6)    |
| 2010-2011 | Vincent Gérard          | Grégoire Detrez     | Benjamin Gille (2)   | William Accambray (2)   | Philippe Gardent       |
| 2009-2010 | Mickaël Robin           | Issam Tej (3)       | Benjamin Gille       | William Accambray       | Patrice Canayer (5)    |
| 2008-2009 | Daouda Karaboué (2)     | Cédric Sorhaindo    | Cédric Sorhaindo (2) | non attribué            | Stéphane Imbratta (2)  |
| 2007-2008 | Daouda Karaboué         | Mohamed Mokrani     | David Juříček        | non attribué            | Patrice Canayer (4)    |
| 2006-2007 | Dragan Počuča (2)       | David Juříček       | Franck Junillon      | non attribué            | Stéphane Imbratta      |
| 2005-2006 | Thierry Omeyer (3)      | Issam Tej (2)       | Cédric Sorhaindo     | non attribué            | Patrice Canayer (3)    |
| 2004-2005 | Dragan Počuča           | Issam Tej           | Guéric Kervadec      | non attribué            | Thierry Anti           |

### Chez les femmes
| Saison     | Meilleure joueuse                          | Club                                        | Meilleur entraîneur                       | Club                                  |
| ---------- | ------------------------------------------ | ------------------------------------------- | ----------------------------------------- | ------------------------------------- |
| 2022-2023  | Bruna de Paula (2)                         | Metz Handball (5)                           | Emmanuel Mayonnade (7)                    | Metz Handball                         |
| 2021-2022  | Ehsan Abdelmalek                           | OGC Nice                                    | Emmanuel Mayonnade (6)                    | Metz Handball                         |
| 2020-2021  | Ana Gros                                   | Brest Bretagne Handball                     | Laurent Bezeau (5)                        | Brest Bretagne Handball               |
| 2019-2020  | Bruna de Paula                             | CJF Fleury Loiret                           | Laurent Bezeau (4)                        | Brest Bretagne Handball               |
| 2018-2019  | Xenia Smits                                | Metz Handball (4)                           | Emmanuel Mayonnade (5)                    | Metz Handball                         |
| 2017-2018  | Cléopâtre Darleux                          | Brest Bretagne Handball                     | Emmanuel Mayonnade (4) Laurent Bezeau (3) | Metz Handball Brest Bretagne Handball |
| 2016-2017  | Stine Bredal Oftedal (3)                   | Issy Paris Hand (3)                         | Emmanuel Mayonnade (3)                    | Metz Handball                         |
| 2015-2016  | Stine Bredal Oftedal (2)                   | Issy Paris Hand (2)                         | Emmanuel Mayonnade (2)                    | Metz Handball                         |
| 2014-2015  | Mouna Chebbah                              | HBC Nîmes                                   | Pablo Morel                               | Issy Paris Hand                       |
| 2013-2014  | Stine Bredal Oftedal                       | Issy Paris Hand                             | Arnaud Gandais                            | Issy Paris Hand                       |
| 2012-2013  | Kristina Liščević                          | Metz Handball (3)                           | Sandor Rac (2)                            | Metz Handball                         |
| 2011-2012  | Alexandra Lacrabère                        | Arvor 29 Pays-de-Brest                      | Laurent Bezeau (2)                        | Arvor 29                              |
| 2010-2011* | Siraba Dembélé Julija Nikolić              | Toulon Saint-Cyr Var Arvor 29 Pays-de-Brest | Laurent Bezeau                            | Arvor 29                              |
| 2009-2010* | Amandine Leynaud (2) Karolina Siódmiak (2) | Metz Handball (2) Le Havre AC Handball      | Emmanuel Mayonnade                        | US Mios-Biganos                       |
| 2008-2009* | Amandine Leynaud Karolina Siódmiak         | Metz Handball Le Havre AC Handball          | Sandor Rac                                | Metz Handball                         |

* NOTA : de 2009 à 2011, deux récompenses étaient attribuées, une pour la meilleure joueuse française et une pour la meilleure joueuse étrangère.

## Palmarès complet par saison

### Saison 2023-2024
| Au terme de la saison, les meilleurs joueurs sont : - Meilleur joueur : Elohim Prandi (Paris Saint-Germain) - Meilleur entraîneur : Patrice Canayer (Montpellier Handball) - Meilleur espoir : Bryan Monte (Montpellier Handball) - Meilleur défenseur : Karl Konan (Montpellier Handball) - Meilleur gardien de but : Valentin Kieffer (Dunkerque HGL) - Meilleur ailier gauche : Nemanja Ilić (Fenix Toulouse) - Meilleur arrière gauche : Elohim Prandi (Paris Saint-Germain) - Meilleur demi-centre : Aymeric Minne (HBC Nantes) - Meilleur pivot : Kamil Syprzak (Paris Saint-Germain) - Meilleur arrière droit: Ayoub Abdi (Fenix Toulouse) - Meilleur ailier droit : Benjamin Richert (Chambéry SMB HB) | Au terme de la saison, les meilleures joueuses sont : - Meilleure joueuse : Chloé Valentini (Metz Handball) - Meilleur entraîneur : Emmanuel Mayonnade (Metz Handball) - Meilleure espoir : Lylou Borg (Mérignac Handball) - Meilleure défenseure : Pauletta Foppa (Brest Bretagne Handball) - Meilleure gardienne de but : Hatadou Sako (Metz Handball) - Meilleure ailière gauche : Chloé Valentini (Metz Handball) - Meilleure arrière gauche : Clarisse Mairot, (ES Besançon féminin) - Meilleure demi-centre : Kristina Jørgensen (Metz Handball) - Meilleure pivot : Sarah Bouktit (Metz Handball) - Meilleure arrière droite : Louise Burgaard (Metz Handball) - Meilleure ailière droite : Lucie Granier (Metz Handball) |

### Saison 2022-2023
| Au terme de la saison, les meilleurs joueurs sont : - Meilleur joueur : Luc Steins (Paris Saint-Germain) - Meilleur entraîneur : Danijel Anđelković (Fenix Toulouse) - Meilleur espoir : Charles Bolzinger (Montpellier Handball) - Meilleur défenseur : Karl Konan (Pays d'Aix UC) - Meilleur gardien de but : Charles Bolzinger (Montpellier Handball) - Meilleur ailier gauche : Nemanja Ilić (Fenix Toulouse) - Meilleur arrière gauche : Elohim Prandi (Paris Saint-Germain) - Meilleur demi-centre : Luc Steins (Paris Saint-Germain) - Meilleur pivot : Kamil Syprzak (Paris Saint-Germain) - Meilleur arrière droit : Dainis Krištopāns (Paris Saint-Germain) - Meilleur ailier droit : Yanis Lenne (Montpellier Handball) | Au terme de la saison, les meilleures joueuses sont : - Meilleure joueuse : Bruna de Paula (Metz Handball) - Meilleur entraîneur : Emmanuel Mayonnade (Metz Handball) - Meilleure espoir : Coura Kanouté (Paris 92) - Meilleure défenseure : Pauletta Foppa (Brest Bretagne Handball) - Meilleure gardienne de but : Hatadou Sako (Metz Handball) - Meilleure ailière gauche : Chloé Valentini (Metz Handball) - Meilleure arrière gauche : Bruna de Paula (Metz Handball) - Meilleure demi-centre : Kristina Jørgensen, (Metz Handball) - Meilleure pivot : Pauletta Foppa (Brest Bretagne Handball) - Meilleure arrière droite : Louise Burgaard (Metz Handball) - Meilleure ailière droite : Nathalie Hagman (Neptunes de Nantes) |

### Saison 2021-2022
| Au terme de la saison, les meilleurs joueurs sont : - Meilleur joueur : Luc Steins (Paris Saint-Germain) - Meilleur entraîneur : Danijel Anđelković (Fenix Toulouse) - Meilleur espoir : Ian Tarrafeta (Pays d'Aix UC) - Meilleur défenseur : Karl Konan (Pays d'Aix UC) - Meilleur gardien de but : Nikola Portner (Chambéry SMB) - Meilleur ailier gauche : Matthieu Ong (Pays d'Aix UC) - Meilleur arrière gauche : Robin Molinié (Cesson Rennes MHB) - Meilleur demi-centre : Luc Steins (Paris Saint-Germain) - Meilleur pivot : Kamil Syprzak (Paris Saint-Germain) - Meilleur arrière droit : Kristján Örn Kristjánsson (Pays d'Aix UC) - Meilleur ailier droit : Mohammad Sanad (USAM Nîmes Gard) | Au terme de la saison, comme lors de la saison précédente, seuls les titres de meilleure joueuse et de meilleur entraîneur ont été décernés : - Meilleure joueuse : 1. Ehsan Abdelmalek (OGC Nice) 2. Cléopâtre Darleux (Brest Bretagne Handball) 3. Camille Depuiset (Bourg-de-Péage) 4. Manon Houette (Bourg-de-Péage) 5. Alicia Toublanc (Brest Bretagne Handball) 6. Audrey Deroin (Mérignac Handball) 7. Helene Fauske (Brest Bretagne Handball) 8. Sandra Toft (Brest Bretagne Handball) - Meilleur entraîneur : 1. Emmanuel Mayonnade (Metz Handball) 2. Pablo Morel (Brest Bretagne Handball) 3. Sébastien Mizoule (ES Besançon Féminin) 4. Yacine Messaoudi (Paris 92) |

### Saison 2020-2021
| Au terme de la saison, les meilleurs joueurs sont : - Meilleur joueur : Luc Steins (Toulouse et Paris SG) - Meilleur entraîneur : Alberto Entrerríos (HBC Nantes) - Meilleur espoir : Théo Monar (HBC Nantes) - Meilleur défenseur : Karl Konan (Pays d'Aix UC) - Meilleur gardien de but : Emil Nielsen (HBC Nantes) - Meilleur ailier gauche : Hugo Descat (Montpellier Handball) - Meilleur arrière gauche : Mikkel Hansen (Paris Saint-Germain) - Meilleur demi-centre : Luc Steins (Toulouse et Paris SG) - Meilleur pivot : Dragan Pechmalbec (HBC Nantes) - Meilleur arrière droit : Valentin Porte (Montpellier Handball) - Meilleur ailier droit : Dragan Gajić (Limoges Handball) | Au terme de la saison, seuls les titres de meilleure joueuse et de meilleur entraîneur ont été décernés : - Meilleure joueuse : 1. Ana Gros (Brest Bretagne Handball) 2. Pauletta Foppa (Brest Bretagne Handball) 3. Sandra Toft (Brest Bretagne Handball) 4. Đurđina Jauković (Brest Bretagne Handball) Méline Nocandy (Metz Handball) Laura Flippes (Paris 92) Nadia Offendal (Paris 92) - Meilleur entraîneur : 1. Laurent Bezeau (Brest Bretagne Handball) 2. Raphaëlle Tervel (ES Besançon) 3. Guillaume Saurina (Nantes Atlantique HB) |

### Saison 2019-2020
| Bien que, en conséquence de la pandémie de Covid-19, la LNH a décidé de l'arrêt du championnat de France masculin après 18 journées et d'annuler la cérémonie des trophées LNH 2020, l'équipe type de la saison a été dévoilée le 26 mai 2020 sur Facebook et Youtube : - Meilleur joueur : Sander Sagosen (Paris Saint-Germain) - Meilleur entraîneur : Raúl González (Paris Saint-Germain) - Meilleur espoir : Emil Nielsen (HBC Nantes) - Meilleur défenseur : Viran Morros (Paris Saint-Germain) - Meilleur gardien de but : Rodrigo Corrales (Paris Saint-Germain) - Meilleur ailier gauche : Hugo Descat (Montpellier Handball) - Meilleur arrière gauche : Elohim Prandi (USAM Nîmes Gard) - Meilleur demi-centre : Sander Sagosen (Paris Saint-Germain) - Meilleur pivot : Nicolas Tournat (HBC Nantes) - Meilleur arrière droit : Nedim Remili (Paris Saint-Germain) - Meilleur ailier droit : Mohammad Sanad (USAM Nîmes Gard) | En conséquence de la pandémie de Covid-19, la Ligue féminine de handball a décidé de l'arrêt du championnat de France féminin après 19 journées sur 22. Les récompenses ont été décernées le 9 juin 2020 : - Meilleure joueuse : Bruna de Paula (CJF Fleury Loiret Handball) - Meilleur entraîneur : Laurent Bezeau (Brest Bretagne Handball) - Meilleure espoir : Pauletta Foppa (Brest Bretagne Handball) - Meilleure défenseure : Astride N'Gouan (Metz Handball) - Meilleure gardienne de but : Sandra Toft (Brest Bretagne Handball) - Meilleure ailière gauche : Chloé Bouquet (ES Besançon) - Meilleure arrière gauche : Bruna de Paula (CJF Fleury Loiret Handball) - Meilleure demi-centre : Grâce Zaadi (Metz Handball) - Meilleure pivot : Astride N'Gouan (Metz Handball) - Meilleure arrière droite : Ana Gros (Brest Bretagne Handball) - Meilleure ailière droite : Pauline Coatanea (Brest Bretagne Handball) |

### Saison 2018-2019
| À l'issue du championnat de France masculin, le choix du meilleur joueur, du meilleur espoir et de l'entraîneur de l'année est annoncé le vendredi 7 juin lors d'une soirée de gala à Paris, une semaine après que les autres récompenses ont été dévoilées : - Meilleur joueur : Melvyn Richardson (Montpellier Handball) - Meilleur entraîneur : Érick Mathé (Chambéry SMB HB) - Meilleur espoir : Kyllian Villeminot (Montpellier Handball) - Meilleur défenseur : Karl Konan (Pays d'Aix UCH) - Meilleur gardien de but : Yann Genty (Chambéry SMB HB) - Meilleur ailier gauche : Uwe Gensheimer (Paris Saint-Germain) - Meilleur arrière gauche : Mikkel Hansen (Paris Saint-Germain) - Meilleur demi-centre : Sander Sagosen (Paris Saint-Germain) - Meilleur pivot : Nicolas Tournat (HBC Nantes) - Meilleur arrière droit : Melvyn Richardson (Montpellier Handball) - Meilleur ailier droit : Fahrudin Melić (Chambéry SMB HB) | À l'issue du championnat de France féminin, les récompenses seront décernées le 26 août 2019 à l'élection du All-Star LFH, organisé communément par la Ligue féminine de handball et le site Handnews.fr : - Meilleure joueuse : Xenia Smits (Metz Handball) - Meilleur entraîneur : Emmanuel Mayonnade (Metz Handball) - Meilleure espoir : Méline Nocandy (Metz Handball) - Meilleure défenseuse : Béatrice Edwige (Metz Handball) - Meilleure gardienne de but : Hatadou Sako (OGC Nice) - Meilleure ailière gauche : Manon Houette (Metz Handball) - Meilleure arrière gauche : Xenia Smits (Metz Handball) - Meilleure demi-centre : Grâce Zaadi (Metz Handball) - Meilleure pivot : Béatrice Edwige (Metz Handball) - Meilleure arrière droite : Ana Gros (Brest Bretagne Handball) - Meilleure ailière droite : Laura Flippes (Metz Handball) |

### Saison 2017-2018
| À l'issue du championnat de France masculin, les récompenses suivantes ont été respectivement dévoilées le 24 mai 2018 (soit deux jours avant la finale à quatre de la Ligue des champions), tandis que le choix du meilleur joueur, du meilleur espoir et de l'entraîneur de l'année est annoncé à l’occasion de la cérémonie des Trophées LNH le 1er juin : - Meilleur joueur : Nikola Karabatic (Paris Saint-Germain) - Meilleur entraîneur : Patrice Canayer (Montpellier Handball) - Meilleur espoir : Samir Bellahcene (Massy Essonne Handball) - Meilleur défenseur : Rock Feliho (Handball Club de Nantes) - Meilleur gardien de but : Vincent Gérard (Montpellier Handball) - Meilleur ailier gauche : Michaël Guigou (Montpellier Handball) - Meilleur arrière gauche : Jonas Truchanovičius (Montpellier Handball) - Meilleur demi-centre : Nikola Karabatic (Paris Saint-Germain) - Meilleur pivot : Nicolas Tournat (HBC Nantes) - Meilleur arrière droit : Eduardo Gurbindo (HBC Nantes) - Meilleur ailier droit : David Balaguer (HBC Nantes) | À l'issue du championnat de France féminin, les récompenses suivantes ont été respectivement décernées le 27 août 2018 à l'élection du All-Star LFH, organisé communément par la Ligue féminine de handball et le site Handnews.fr,. - Meilleure joueuse : Cléopâtre Darleux (Brest Bretagne) - Meilleur entraîneur : Emmanuel Mayonnade (Metz) et Laurent Bezeau (Brest) - Meilleure espoir : Karichma Ekoh (Nantes LAH) - Meilleure défenseuse : Allison Pineau (Brest Bretagne) - Meilleure gardienne de but : Cléopâtre Darleux (Brest Bretagne) - Meilleure ailière gauche : Manon Houette (Metz Handball) - Meilleure arrière gauche : Xenia Smits (Metz Handball) - Meilleure demi-centre : Grâce Zaadi (Metz Handball) - Meilleure pivot : Crina Pintea (Issy Paris) - Meilleure arrière droite : Ana Gros (Metz Handball) - Meilleure ailière droite : Pauline Coatanea (Brest Bretagne) |

### Saison 2016-2017
À l'issue des championnats de France masculin et féminin, les récompenses suivantes ont été respectivement décernées le 9 juin 2017 aux Trophées LNH 2017, et lors de la conférence de lancement de saison 2017-18 (fin août) à l'élection du All-Star LFH, organisé communément par la Ligue féminine de handball et le site Handnews.fr.
| - Meilleur joueur : Nikola Karabatic (Paris Saint-Germain) - Meilleur entraîneur : Thierry Anti (HBC Nantes) - Meilleur espoir : Melvyn Richardson (Chambéry SMB HB) - Meilleur défenseur : Ludovic Fabregas (Montpellier Handball) - Meilleur gardien de but : Vincent Gérard (Montpellier Handball) - Meilleur ailier gauche : Uwe Gensheimer (Paris Saint-Germain) - Meilleur arrière gauche : Mikkel Hansen (Paris Saint-Germain) - Meilleur demi-centre : Nikola Karabatic (Paris Saint-Germain) - Meilleur pivot : Ludovic Fabregas (Montpellier Handball) - Meilleur arrière droit : Jure Dolenec (Montpellier Handball) - Meilleur ailier droit : David Balaguer (HBC Nantes) | - Meilleure joueuse : Stine Bredal Oftedal (Issy Paris Hand) - Meilleur entraîneur : Emmanuel Mayonnade (Metz Handball) - Meilleure espoir : Constance Mauny (Chambray Touraine Handball) - Meilleure défenseuse : Stéphanie Ntsama Akoa (Brest Bretagne Handball) - Meilleure gardienne de but : Laura Glauser (Metz Handball) - Meilleure ailière gauche : Coralie Lassource (Issy Paris Hand) - Meilleure arrière gauche : Xenia Smits (Metz Handball) - Meilleure demi-centre : Stine Bredal Oftedal (Issy Paris Hand) - Meilleure pivot : Slađana Pop-Lazić (Metz Handball) - Meilleure arrière droite : Ana Gros (Metz Handball) - Meilleure ailière droite : Jurswailly Luciano (Metz Handball) |

### Saison 2015-2016
À l'issue des championnats de France masculin et féminin, les récompenses suivantes ont été respectivement décernées le 3 juin 2016 aux Trophées LNH 2016, et le 7 septembre 2016 à l'élection du All-Star LFH, organisé communément par la Ligue féminine de handball et le site Handnews.fr.
| - Meilleur joueur : Mikkel Hansen (Paris Saint-Germain) - Meilleur entraîneur : Joël Da Silva (Saint-Raphaël VHB) - Meilleur espoir : Nedim Remili (US Créteil) - Meilleur défenseur : Ludovic Fabregas (Montpellier Handball) - Meilleur gardien de but : Kevin Bonnefoi (Cesson Rennes MHB) - Meilleur ailier gauche : Valero Rivera (HBC Nantes) - Meilleur arrière gauche : Mikkel Hansen (Paris Saint-Germain) - Meilleur demi-centre : Nikola Karabatic (Paris Saint-Germain) - Meilleur pivot : Mathieu Lanfranchi (Cesson Rennes MHB) - Meilleur arrière droit : Nedim Remili (US Créteil) - Meilleur ailier droit : Luc Abalo (Paris Saint-Germain) | - Meilleure joueuse : Stine Bredal Oftedal (Issy Paris Hand) - Meilleur entraîneur : Emmanuel Mayonnade (Metz Handball) - Meilleure espoir : Xenia Smits (Metz Handball) - Meilleure défenseuse : Coralie Lassource (Issy Paris Hand) - Meilleure gardienne de but : Laura Glauser (Metz Handball) - Meilleure ailière gauche : Manon Houette (CJF Fleury Loiret) - Meilleure arrière gauche : Alexandrina Barbosa (CJF Fleury Loiret) - Meilleure demi-centre : Stine Bredal Oftedal (Issy Paris Hand) - Meilleure pivot : Slađana Pop-Lazić (Metz Handball) - Meilleure arrière droite : Ana Gros (Metz Handball) - Meilleure ailière droite : Amanda Kolczynski (ES Besançon) |

### Saison 2014-2015
À l'issue des championnats de France masculin et féminin, les récompenses suivantes ont été décernées respectivement aux Trophées LNH 2015, pour la première fois diffusés en direct sur beIN Sports le 5 juin 2015, et à l'élection du All-Star LFH, organisé communément par la Ligue féminine de handball et le site Handnews.fr, :
| - Meilleur joueur : Mikkel Hansen (Paris Saint-Germain) - Meilleur entraîneur : Patrice Canayer (Montpellier Agglomération Handball) - Meilleur espoir : Théo Derot (Istres OPH) - Meilleur défenseur : Luka Karabatic (Pays d'Aix UCH) - Meilleur gardien de but : Yann Genty (Chambéry SH) - Meilleur ailier gauche : Michaël Guigou (Montpellier Agglomération Handball) - Meilleur arrière gauche : Mikkel Hansen (Paris Saint-Germain) - Meilleur demi-centre : Diego Simonet (Montpellier Agglomération Handball) - Meilleur pivot : Issam Tej (Montpellier Agglomération Handball) - Meilleur arrière droit : Adrien Dipanda (Saint-Raphaël VHB) - Meilleur ailier droit : Dragan Gajić (Montpellier Agglomération Handball) | - Meilleure joueuse : Mouna Chebbah (HBC Nîmes) - Meilleur entraîneur : Pablo Morel (Issy Paris Hand) - Meilleure espoir : Hanna Bredal Oftedal (Issy Paris Hand) - Meilleure défenseuse : Béatrice Edwige (OGC Nice) - Meilleure gardienne de but : Darly Zoqbi de Paula (CJF Fleury Loiret) - Meilleure ailière gauche : Manon Houette (CJF Fleury Loiret) - Meilleure arrière gauche : Alexandrina Barbosa (CJF Fleury Loiret) - Meilleure demi-centre : Mouna Chebbah (HBC Nîmes) - Meilleure pivot : Yvette Broch (Metz Handball) - Meilleure arrière droite : Ana Gros (Metz Handball) - Meilleure ailière droite : Marie Prouvensier (Cercle Dijon Bourgogne) |

### Saison 2013-2014
À l'issue des championnats de France masculin et féminin, les récompenses suivantes ont été décernées à la Nuit du handball 2014 :
| - Meilleur joueur : Jérôme Fernandez (Fenix Toulouse Handball) - Meilleur entraîneur : Patrick Cazal (Dunkerque Handball Grand Littoral) - Meilleur espoir : Gonzalo Pérez de Vargas (Fenix Toulouse Handball) - Meilleur défenseur : Rock Feliho (HBC Nantes) - Meilleur gardien : Vincent Gérard (Dunkerque Handball Grand Littoral) - Meilleur ailier gauche : Michaël Guigou (Montpellier Agglomération Handball) - Meilleur arrière gauche : Jérôme Fernandez (Fenix Toulouse Handball) - Meilleur demi-centre : Diego Simonet (Montpellier Agglomération Handball) - Meilleur pivot : Igor Anic (Cesson Rennes Métropole HB) - Meilleur arrière droit : Jorge Maqueda (HBC Nantes) - Meilleur ailier droit : Dragan Gajić (Montpellier Agglomération Handball) | - Meilleure joueuse : Stine Bredal Oftedal (Issy Paris Hand) - Meilleur entraîneur : Arnaud Gandais (Issy Paris Hand) - Meilleure espoir : Wendy Lawson (Nantes Loire Atlantique Handball) - Meilleure défenseuse : Nina Kanto (Metz Handball) - Meilleure gardienne : Armelle Attingré (Issy Paris Hand) - Meilleure ailière gauche : Manon Houette (CJF Fleury Loiret Handball) - Meilleure arrière gauche : Nina Jericek (HBC Nîmes) - Meilleure demi-centre : Stine Bredal Oftedal (Issy Paris Hand) - Meilleure pivot : Laurisa Landre (Le Havre AC Handball) - Meilleure arrière droite : Alexandra Lacrabère (Union Mios Biganos-Bègles Handball) - Meilleure ailière droite : Marta López (CJF Fleury Loiret Handball) |

- Meilleurs arbitres : Thierry Dentz et Denis Reibel.

### Saison 2012-2013
À l'issue des championnats de France masculin et féminin, les récompenses suivantes ont été décernées à la Nuit du handball 2013. :
| - Meilleur joueur : Nikola Karabatic (Montpellier AHB et Pays d'Aix UC) - Meilleur entraîneur : Patrick Cazal (Dunkerque Handball Grand Littoral) - Meilleur espoir : Timothey N'Guessan (Chambéry Savoie Handball) - Meilleur défenseur : Rock Feliho (HBC Nantes) - Meilleur gardien : Vincent Gérard (Dunkerque Handball Grand Littoral) - Meilleur ailier gauche : Valero Rivera (HBC Nantes) - Meilleur arrière gauche : William Accambray (Montpellier Agglomération Handball) - Meilleur demi-centre : Edin Bašić (Chambéry Savoie Handball) - Meilleur pivot : Issam Tej (Montpellier Agglomération Handball) - Meilleur arrière droit : Marko Kopljar (Paris Saint-Germain Handball) - Meilleur ailier droit : Luc Abalo (Paris Saint-Germain Handball) | - Meilleure joueuse : Kristina Liščević (Metz Handball) - Meilleur entraîneur : Sandor Rac (Metz Handball) - Meilleure espoir : Manon Houette (CJF Fleury Loiret Handball) - Meilleure défenseuse : Stéphanie Daudé (Le Havre AC Handball) - Meilleure gardienne : Armelle Attingré (Issy Paris Hand) - Meilleure ailière gauche : Paule Baudouin (Metz Handball) - Meilleure arrière gauche : Jovana Stoiljkovic (Le Havre AC Handball) - Meilleure demi-centre : Kristina Liščević (Metz Handball) - Meilleure pivot : Laurisa Landre (Le Havre AC Handball) - Meilleure arrière droite : Ana de Sousa (Le Havre AC Handball) - Meilleure ailière droite : Marta López (CJF Fleury Loiret Handball) |

- Meilleurs arbitres : Thierry Dentz et Denis Reibel.

### Saison 2011-2012
À l'issue des championnats de France masculin et féminin, les récompenses suivantes ont été décernées à la Nuit du handball 2012 :
| - Meilleur joueur : Valero Rivera (HBC Nantes) - Meilleur entraîneur : Patrice Canayer (Montpellier AHB) - Meilleur espoir : Hugo Descat (US Créteil handball) - Meilleur défenseur : Rock Feliho (HBC Nantes) - Meilleur gardien : Cyril Dumoulin (Chambéry Savoie Handball) - Meilleur ailier gauche : Valero Rivera (HBC Nantes) - Meilleur arrière gauche : Jérôme Fernandez (Toulouse Handball) - Meilleur demi-centre : Edin Bašić (Chambéry Savoie Handball) - Meilleur pivot : Issam Tej (Montpellier AHB) - Meilleur arrière droit : Xavier Barachet (Chambéry Savoie Handball) - Meilleur ailier droit : Dragan Gajić (Montpellier AHB) | - Meilleure joueuse : Alexandra Lacrabère (Arvor 29 Pays-de-Brest) - Meilleur entraîneur : Laurent Bezeau (Arvor 29 Pays-de-Brest) - Meilleure espoir : Coralie Lassource (Issy Paris Hand) - Meilleure défenseuse : Nina Kanto (Metz Handball) - Meilleure gardienne : Cléopâtre Darleux (Arvor 29 Pays-de-Brest) - Meilleure ailière gauche : Siraba Dembélé (Toulon Saint-Cyr Var Handball) - Meilleure arrière gauche : Christianne Mwasesa (Toulon Saint-Cyr Var Handball) - Meilleure demi-centre : Julija Nikolić (Arvor 29 Pays-de-Brest) - Meilleure pivot : Julie Goiorani (Arvor 29 Pays-de-Brest) - Meilleure arrière droite : Alexandra Lacrabère (Arvor 29 Pays-de-Brest) - Meilleure ailière droite : Audrey Deroin (Toulon Saint-Cyr Var Handball) |

### Saison 2010-2011
À l'issue des championnats de France masculin et féminin, les récompenses suivantes ont été décernées respectivement aux Trophées du hand 2011 et à la Nuit des Étoiles 2011 :
| - Meilleur joueur : William Accambray (Montpellier AHB) - Meilleur entraîneur : Philippe Gardent (Chambéry SH) - Meilleur jeune : William Accambray (Montpellier AHB) - Meilleur défenseur : Benjamin Gille (Chambéry SH) - Meilleur gardien : Vincent Gérard (Dunkerque HGL) - Meilleur ailier gauche : Michaël Guigou (Montpellier AHB) - Meilleur arrière gauche : William Accambray (Montpellier AHB) - Meilleur demi-centre : Edin Bašić (Chambéry SH) - Meilleur pivot : Grégoire Detrez (Chambéry SH) - Meilleur arrière droit : Xavier Barachet (Chambéry SH) - Meilleur ailier droit : Maxime Derbier (Istres OPH) | - Meilleure joueuse française : Siraba Dembele (Toulon Saint-Cyr Var Handball) - Meilleure joueuse étrangère : Julija Nikolić (Arvor 29 Pays-de-Brest) - Meilleur entraîneur : Laurent Bezeau (Arvor 29 Pays-de-Brest) - Révélation de l'année : Marie-Paule Gnabouyou (Toulon Saint-Cyr Var Handball) - Meilleure gardienne : Amandine Leynaud (Metz Handball) - Meilleure ailière gauche : Siraba Dembélé (Toulon Saint-Cyr Var Handball) - Meilleure arrière gauche : Christianne Mwasesa (Toulon Saint-Cyr Var Handball) - Meilleure demi-centre : Julija Nikolić (Arvor 29 Pays-de-Brest) - Meilleure pivot : Gladys Boudan (Arvor 29 Pays-de-Brest) - Meilleure arrière droite : Camille Ayglon (HBC Nîmes) - Meilleure ailière droite : Katty Piejos (Metz Handball) |

### Saison 2009-2010
À l'issue des championnats de France masculin et féminin, les récompenses suivantes ont été décernées respectivement aux Trophées du hand 2010 et à la Nuit des Étoiles 2010 :
| - Meilleur joueur : Nikola Karabatic (Montpellier AHB) - Meilleur entraîneur : Patrice Canayer (Montpellier AHB) - Meilleur jeune : William Accambray (Montpellier AHB) - Meilleur défenseur : Benjamin Gille (Chambéry SH) - Meilleur gardien : Mickaël Robin (Chambéry SH) - Meilleur ailier gauche : Michaël Guigou (Montpellier AHB) - Meilleur arrière gauche : William Accambray (Montpellier AHB) - Meilleur demi-centre : Nikola Karabatic (Montpellier AHB) - Meilleur pivot : Issam Tej (Montpellier AHB) - Meilleur arrière droit : Vid Kavtičnik (Montpellier AHB) - Meilleur ailier droit : Olivier Marroux (US Ivry Handball) | - Meilleure joueuse française : Amandine Leynaud (Metz Handball) - Meilleure joueuse étrangère : Karolina Siódmiak (Le Havre AC) - Meilleur entraîneur : Emmanuel Mayonnade (Mios-Biganos BAH) - Révélation de l'année : Koumba Cissé (CJF Fleury Loiret Handball) - Meilleure gardienne : Amandine Leynaud (Metz Handball) - Meilleure ailière gauche : Siraba Dembélé (Toulon Saint-Cyr Var Handball) - Meilleure arrière gauche : Christianne Mwasesa (Toulon Saint-Cyr Var Handball) - Meilleure demi-centre : Karolina Siódmiak (Le Havre AC) - Meilleure pivot : Claudine Mendy (Le Havre AC) - Meilleure arrière droite : Camille Ayglon (Metz Handball) - Meilleure ailière droite : Katty Piejos (Metz Handball) |

À noter qu'un prix spécial (« l'Étoile d’Or ») a été décerné à Isabelle Wendling (Metz Handball) pour l’ensemble de sa carrière.

### Saison 2008-2009
À l'issue des championnats de France masculin et féminin, les récompenses suivantes ont été décernées respectivement aux Trophées du hand 2009 et à la Nuit des Étoiles 2009 :
| - Meilleur joueur : Daniel Narcisse (Chambéry SH) - Meilleur entraîneur : Stéphane Imbratta (Tremblay-en-France Handball) - Meilleur défenseur : Cédric Sorhaindo (Paris Handball) - Meilleur gardien : Daouda Karaboué (Montpellier AHB) - Meilleur ailier gauche : Michaël Guigou (Montpellier AHB) - Meilleur arrière gauche : Daniel Narcisse (Chambéry SH) - Meilleur demi-centre : Rastko Stefanovič (Tremblay-en-France Handball) - Meilleur pivot : Cédric Sorhaindo (Paris Handball) - Meilleur arrière droit : Sébastien Bosquet (US Dunkerque Handball) - Meilleur ailier droit : Mohamadi Loutoufi (Istres OPH) | - Meilleure joueuse française : Amandine Leynaud (Metz Handball) - Meilleure joueuse étrangère : Karolina Siódmiak (Le Havre AC Handball) - Meilleur entraîneur : Sandor Rac (Metz Handball) - Révélation de l'année : Blandine Dancette (HBC Nîmes) - Meilleure gardienne : Amandine Leynaud (Metz Handball) - Meilleure arrière gauche : Lenka Kysucanova (Metz Handball) - Meilleure ailière gauche : Siraba Dembélé (Issy-les-Moulineaux) - Meilleure demi-centre : Karolina Siódmiak (Le Havre AC Handball) - Meilleure pivot : Nina Kanto (Metz Handball) - Meilleure arrière droite : Nathalie Macra (HBC Nîmes) - Meilleure ailière droite : Katty Piejos (Metz Handball) |

### Saison 2007-2008
À l'issue des championnats de France masculin et féminin, les récompenses suivantes ont été décernées aux Trophées du hand 2008 et à la Nuit des Étoiles 2008:
| - Meilleur joueur : Mladen Bojinović (Montpellier AHB) - Meilleur entraîneur : Patrice Canayer (Montpellier AHB) - Meilleur défenseur : David Juříček (Montpellier AHB) - Meilleur gardien : Daouda Karaboué (Montpellier AHB) - Meilleur ailier gauche : Samuel Honrubia (Montpellier AHB) - Meilleur arrière gauche : Daniel Narcisse (Chambéry SH) - Meilleur demi-centre : Mladen Bojinović (Montpellier AHB) - Meilleur pivot : Mohamed Mokrani (US Ivry) - Meilleur arrière droit : Luc Abalo (US Ivry) - Meilleur ailier droit : Cédric Paty (Chambéry SH) | - Meilleure joueuse : - - Meilleur entraîneur : Manuela Ilie (HBC Nîmes) - Meilleure gardienne : Amandine Leynaud (Metz Handball) - Meilleure ailière gauche : Siraba Dembélé (Mérignac Handball) - Meilleure arrière gauche : Mouna Chebbah (ES Besançon) - Meilleure demi-centre : Karolina Siódmiak (Le Havre AC) - Meilleure pivot : Julie Goiorani (HBC Nîmes) - Meilleure arrière droite : Stéphanie Fiossonangaye (Cercle Dijon Bourgogne) - Meilleure ailière droite : Maakan Tounkara (Le Havre AC) |

### Saison 2006-2007
À l'issue du championnat de France masculin, les Trophées du Hand 2006-2007 ont été décernés à :
- Meilleur joueur : Luc Abalo (US Ivry)

- Meilleur entraîneur : Stéphane Imbratta (US Ivry)
- Meilleur défenseur : Franck Junillon (Montpellier Handball)

- Meilleur gardien : Dragan Počuča (US Ivry)
- Meilleur ailier gauche : Michaël Guigou (Montpellier Handball)
- Meilleur arrière gauche : Bertrand Roiné (Chambéry SH)
- Meilleur demi-centre : Ragnar Þór Óskarsson (US Ivry)
- Meilleur pivot : David Juříček (Montpellier Handball)
- Meilleur arrière droit : Sébastien Bosquet (US Dunkerque
- Meilleur ailier droit : Luc Abalo (US Ivry)

- Meilleurs arbitres : Gilles Bord et Olivier Buy[42].

### Saison 2005-2006
| À l'issue du championnat de France masculin, les Trophées du Hand 2005-2006 ont été décernés à : - Meilleur joueur : Heykel Megannem (USAM Nîmes) - Meilleur entraîneur : Patrice Canayer (Montpellier Handball) - Meilleur défenseur : Cédric Sorhaindo (Paris Handball) - Meilleur gardien : Thierry Omeyer (Montpellier Handball) - Meilleur ailier gauche : Michaël Guigou (Montpellier Handball) - Meilleur arrière gauche : Wissem Hmam (Montpellier Handball) - Meilleur demi-centre : Heykel Megannem (USAM Nîmes) - Meilleur pivot : Issam Tej (SC Sélestat) - Meilleur arrière droit : Luc Abalo (US Ivry) - Meilleur ailier droit : Grégory Anquetil (Montpellier Handball) | À l'issue du championnat de France féminin, les meilleures joueuses sont : - Meilleure joueuse : Sophie Herbrecht (Le Havre AC) - Meilleur entraîneur : non décerné - Révélation de l'année : Siraba Dembélé (Mérignac Handball) - Meilleure gardienne : Stella Joseph-Mathieu (Mérignac Handball) - Meilleure ailière gauche : Paule Baudouin (Le Havre AC) - Meilleure arrière gauche : Aurèle Itoua-Atsono (US Mios Biganos) - Meilleure demi-centre : Sophie Herbrecht (Le Havre AC) - Meilleure pivot : Paula Gondo (Mérignac Handball) - Meilleure arrière droite : Vesna Horaček (Handball Metz Moselle Lorraine) - Meilleure ailière droite : Maakan Tounkara (Le Havre), Katty Piejos (Metz) et Stéphanie Cano (Bègles) |

### Saison 2004-2005
À l'issue du championnat de France masculin, les Trophées du hand 2004-2005 ont été décernés à :
- Meilleur joueur : -
- Meilleur entraîneur : Thierry Anti (Paris Handball)
- Meilleur défenseur : Guéric Kervadec (US Créteil)

- Meilleur gardien : Dragan Počuča (US Ivry)
- Meilleur ailier gauche : Michaël Guigou (Montpellier Handball)
- Meilleur arrière gauche : Nikola Karabatic (Montpellier Handball)
- Meilleur demi-centre : Heykel Megannem (SC Sélestat)
- Meilleur pivot : Issam Tej (SC Sélestat)
- Meilleur arrière droit : Luc Abalo (US Ivry)
- Meilleur ailier droit : Grégory Anquetil (Montpellier Handball)

### Saison 2003-2004
À l'issue du championnat de France masculin, les Sept d'or du handball 2004, ont été décernés à :
- Meilleur joueur : -
- Meilleur entraîneur : Denis Tristant (US Dunkerque
- Meilleur défenseur : Damien Kabengele (Montpellier Handball)

- Meilleur gardien : Thierry Omeyer (Montpellier Handball)
- Meilleur ailier gauche : Michaël Guigou (Montpellier Handball)
- Meilleur arrière gauche : Nikola Karabatic (Montpellier Handball)
- Meilleur demi-centre : Ragnar Þór Óskarsson (US Dunkerque)
- Meilleur pivot : Guéric Kervadec (US Créteil)
- Meilleur arrière droit : Stéphane Stoecklin (Chambéry SH)
- Meilleur ailier droit : Grégory Anquetil (Montpellier Handball)

### Saison 2002-2003
À l'issue du championnat de France masculin, les Sept d'or du handball 2003 ont été décernés à :
- Meilleur joueur : -
- Meilleur entraîneur : Patrice Canayer (Montpellier Handball)
- Meilleur défenseur : Didier Dinart (Montpellier Handball)

- Meilleur gardien : Bruno Martini (Montpellier Handball)
- Meilleur ailier gauche : Michaël Guigou (Montpellier Handball)
- Meilleur arrière gauche : Daniel Narcisse (SO Chambéry)
- Meilleur pivot : Guéric Kervadec (US Créteil)
- Meilleur demi-centre : Rastko Stefanovič (Montpellier Handball)
- Meilleur arrière droit : Frédéric Louis (US Créteil)
- Meilleur ailier droit : Grégory Anquetil (Montpellier Handball)

### Saison 2001-2002
À l'issue des championnats de France masculin,, et féminin, les Sept d'or du handball 2002 ont été décernés à :
| - Meilleur joueur : Daniel Narcisse (SO Chambéry) - Meilleur entraîneur : Patrice Canayer (Montpellier Handball) - Meilleur défenseur : Didier Dinart (Montpellier Handball) - Meilleur gardien : Bruno Martini (Montpellier Handball) - Meilleur ailier gauche : Olivier Girault (PSG-Asnières) - Meilleur arrière gauche : Daniel Narcisse (SO Chambéry) - Meilleur demi-centre : Ragnar Þór Óskarsson (US Dunkerque) - Meilleur pivot : Bertrand Gille (SO Chambéry) - Meilleur arrière droit : Sobhi Sioud (Montpellier Handball) - Meilleur ailier droit : Grégory Anquetil (Montpellier Handball) | - Meilleure joueuse : Leila Lejeune (Metz) - Meilleur entraîneur : Bertrand François (Metz) - Meilleure défenseur : Isabelle Wendling (Metz) - Meilleure gardienne : Valérie Nicolas (Besançon) - Meilleure ailière gauche : Stéphanie Ludwig (Metz) - Meilleure arrière gauche : Leila Lejeune (Metz) - Meilleure demi-centre : Myriame Saïd Mohamed (Besançon) - Meilleure pivot : Isabelle Wendling (Metz) - Meilleure arrière droite : Milena Murat (Bouillargues) - Meilleure ailière droite : Anamaria Stecz-Grozav (Dijon) |

### Saison 2000-2001
À l'issue des championnats de France masculin et féminin, les récompenses suivantes ont été décernées aux Sept d'or du handball 2001 masculin et féminin :
| - Meilleur joueur : Bertrand Gille (Stade olympique de Chambéry) - Meilleur entraîneur : Philippe Gardent (Stade olympique de Chambéry) - Meilleur défenseur : Didier Dinart (Montpellier Handball) - Meilleur gardien : Nicolas Lemonne (US Créteil) - Meilleur ailier gauche : Laurent Busselier (Stade olympique de Chambéry) - Meilleur arrière gauche : Daniel Narcisse (Stade olympique de Chambéry) - Meilleur demi-centre : Ragnar Þór Óskarsson (US Dunkerque) - Meilleur pivot : Bertrand Gille (Stade olympique de Chambéry) - Meilleur arrière droit : Sébastien Bosquet (US Dunkerque) - Meilleur ailier droit : Grégory Anquetil (Montpellier Handball) | - Meilleure joueuse : Valérie Nicolas (ES Besançon) - Meilleur entraîneur : Christophe Maréchal (ES Besançon) - Meilleure défenseuse : Svetlana Mugoša-Antić (ES Besançon) - Meilleure gardienne : Valérie Nicolas (ES Besançon) - Meilleure ailière gauche : Raphaëlle Tervel (ES Besançon) - Meilleure arrière gauche : Leïla Lejeune-Duchemann (Metz Handball) - Meilleure demi-centre : Mézuela Servier (Sun A.L. Bouillargues ) - Meilleure pivot : Svetlana Mugoša-Antić (ES Besançon) - Meilleure arrière droite : Pascale Roca (HBC Nîmes) - Meilleure ailière droite : Alexandra Castioni (ES Besançon) |

### Saison 1999-2000
À l'issue du championnat de France masculin, les meilleurs joueurs sont :
- Meilleur joueur : Bertrand Gille (SO Chambéry)
- Meilleur entraîneur : ?
- Meilleur défenseur : -
- Meilleur gardien : Thierry Omeyer (Montpellier Handball)
- Meilleur ailier gauche : Andrej Golic (Montpellier Handball)
- Meilleur arrière gauche : Guillaume Gille (SO Chambéry)
- Meilleur demi-centre : Jan Paulsen (US Ivry)
- Meilleur pivot : Bertrand Gille (SO Chambéry)
- Meilleur arrière droit : Cedric Burdet (Montpellier Handball)
- Meilleur ailier droit : Grégory Anquetil (Montpellier Handball)

### Saison 1998-1999
À l'issue du championnat de France masculin, les meilleurs joueurs sont :
- Meilleur joueur : Patrick Cazal (Montpellier Handball)

- Meilleur entraîneur : non décerné

- Meilleur gardien : Francis Franck (PSG-Asnières)
- Meilleur ailier gauche : Emmanuel Courteaux (UMS Pontault-Combault)
- Meilleur arrière gauche : Zoran Stojiljković (PSG-Asnières)
- Meilleur demi-centre : Andrej Golić (Montpellier Handball)
- Meilleur pivot : Bertrand Gille (SO Chambéry)
- Meilleur arrière droit : Patrick Cazal (Montpellier Handball)
- Meilleur ailier droit : Grégory Anquetil (Montpellier Handball)

### Saison 1997-1998
À l'issue du championnat de France masculin, les Sept d'or Adidas du handball 1998 ont été décernés à :
- Meilleur joueur : Cédric Burdet (Montpellier Handball)[58]
- Meilleur gardien : Dragan Mladenović (US Dunkerque)
- Meilleur ailier gauche : Olivier Girault (Massy Essonne Handball)
- Meilleur arrière gauche : Guillaume Gille (Stade Olympique Chambéry)
- Meilleur demi-centre : Andrej Golić (Montpellier Handball)
- Meilleur pivot : Christophe Kempé (Sporting Toulouse 31)
- Meilleur arrière droit : Cédric Burdet (Montpellier Handball)
- Meilleur ailier droit : Stéphane Plantin (Sporting Toulouse 31).

### De 1979 à 1985
Dans les années 1980, en complément du « Jet d’or » récompensant le meilleur buteur, un « Jet spécial » est également décerné. 
| Saison    | Meilleur joueur      | Club                     | Meilleur buteur       | Club                        | Buts |
| --------- | -------------------- | ------------------------ | --------------------- | --------------------------- | ---- |
| 1984-1985 | Philippe Médard      | USM Gagny                | Marc-Henri Bernard    | Stella Sports Saint-Maur    | 130  |
| 1983-1984 | Dominique Deschamps  | AC Boulogne-Billancourt  | Bernard Gaffet        | SMUC Marseille              | 102  |
| 1982-1983 | Patrick Boullé       | US Ivry                  | Roland Indriliunas    | RC Strasbourg               | 109  |
| 1981-1982 | Éric Cailleaux       | USM Gagny                | Patrick Persichetti   | US Ivry                     | 117  |
| 1980-1981 | Jean-Michel Geoffroy | CSL Dijon                | Philippe Monneron (3) | ES Saint-Martin-d'Hères (3) | 116  |
| 1979-1980 | Jean-Louis Legrand   | Stella Sports Saint-Maur | Philippe Monneron (2) | ES Saint-Martin-d'Hères (2) | 136  |
| 1978-1979 | Jean-Louis Legrand   | Stella Sports Saint-Maur | Philippe Monneron     | ES Saint-Martin-d'Hères     | 139  |

### De 1951 à 1964
Auparavant, d'autres distinctions ont été décernées dès 1951 (avant que le championnat à 7 ne soit créé) :
| Saison    | Meilleur joueur                    | Club                          |
| --------- | ---------------------------------- | ----------------------------- |
| 1950-1951 | Claude Sagna                       | ASP Police Paris              |
| 1951-1952 | Michel Rochepierre                 | Racing Club de France         |
| 1952-1953 | Marcel Gaudion                     | Villemomble Sports            |
| 1953-1954 | Jacques Pluen                      | FC Sochaux                    |
| 1954-1955 | Raymond Quaglia                    | CS Cheminots Paris            |
| 1955-1956 | Jean Goupy                         | Paris UC                      |
| 1956-1957 | Maurice Chastanier                 | ASP Police Paris              |
| 1957-1958 | Michel Pichot                      | ASP Police Paris              |
| 1958-1959 | Jean-Claude Thomas                 | Paris UC                      |
| 1959-1960 | Jean Férignac                      | Paris UC                      |
| 1960-1961 | Jean-Pierre Etcheverry             | AS Cheminots de l'Ouest Paris |
| 1961-1962 | Maurice Chastanier (2)             | ASP Police Paris              |
| 1962-1963 | Jean-Louis Silvestro               | FC Sochaux                    |
| 1963-1964 | Jean Férignac (2)[réf. nécessaire] | Paris UC                      |

## Sept de diamant
| Férignac Portes Gardent Anquetil Volle Richardson Stoecklin |
| Sept de diamant (2002)                                      |
| Férignac Portes Gardent Anquetil Volle Richardson Stoecklin |

En juin 2002, la Fédération française de handball a procédé à l'élection du Sept de diamant récompensant les meilleurs joueurs français de tous les temps à chaque poste. À partir d'une liste concoctée par Daniel Costantini, quatre experts du handball français, Jean-Pierre Lacoux, ancien président de la Fédération, les journalistes historiques du hand, Jean-François Renault de L'Équipe et Alain Voyer des Dernières Nouvelles d'Alsace et Daniel Costantini lui-même, ont élu l'équipe-type suivante,
| Poste          | Joueur élu                     | Autres joueurs nommés              | Autres joueurs nommés          |
| -------------- | ------------------------------ | ---------------------------------- | ------------------------------ |
| Gardien de but | Jean Férignac (1957-1970)      | Bruno Martini (1990-...)           | Philippe Médard (1979-1992)    |
| Ailier gauche  | Alain Portes (1983-1992)       | Eddy Couriol (1979-1983)           | Éric Quintin (1988-1996)       |
| Arrière gauche | Frédéric Volle (1987-1996)     | Maurice Chastanier (1952-1964)     | Denis Lathoud (1987-1996)      |
| Demi-centre    | Jackson Richardson (1990-...)  | Éric Cailleaux (1978-1988)         | Jean-Louis Legrand (1971-1977) |
| Pivot          | Philippe Gardent (1980-1995)   | Jean-Pierre Etcheverry (1959-1970) | Guéric Kervadec (1993-2000)    |
| Arrière droit  | Stéphane Stoecklin (1990-1999) | Patrick Cazal (1994-...)           | Roger Lambert (1960-1968)      |
| Ailier droit   | Grégory Anquetil (1994-...)    | Stéphane Joulin (1996-...)         | Thierry Perreux (1984-1995)    |

## Meilleur handballeur mondial de l'année
Six français et une française ont été distingués :
- Jackson Richardson en 1995
- Stéphane Stoecklin en 1997
- Bertrand Gille en 2002
- Nikola Karabatic en 2007, 2014 et 2016
- Thierry Omeyer en 2008
- Allison Pineau en 2009
- Daniel Narcisse en 2012